# Valérie Vogt
Pour les articles homonymes, voir Vogt (homonymie).
Valérie Vogt est une actrice française, née le 25 octobre 1962 à Reims.

## Biographie
Elle est principalement connue pour son rôle de Claire Souchal dans Plus belle la vie qu'elle a incarné entre mars 2011 et mai 2012.
Au départ, le personnage qu'elle interprète ne devait être que la supérieure de Johanna Marci. Responsable d'une agence immobilière, le personnage de Claire Souchal s'étoffe au fil des épisodes et Valérie Vogt obtient même un rôle important dans l'intrigue principale de mai-juin 2011 aux côtés de Charlie Nune et Pierre Martot. C'est d'ailleurs à la fin de l'intrigue que Claire Souchal commence une liaison avec Léo Castelli, personnage interprété par Pierre Martot. Lorsque ce dernier décide de quitter à titre définitif la série, le personnage de Claire est à son retour rayé.
Son personnage revient en novembre 2011 pour de dernières apparitions où son personnage rompt avec Léo. Une page de soutien à l'actrice à titre de pétition pour faire revenir l'actrice est créée sur les réseaux sociaux ; après plusieurs mois d'absence, Valérie Vogt revient dans la série en avril et mai 2012 où elle est trahie par Johanna qui décide d'ouvrir sa propre agence et de lui prendre des clients.
Par la suite, elle continue d'apparaître régulièrement à la télévision ou au théâtre.

## Filmographie

### Cinéma

#### Longs métrages
- 1988 : Un médecin des lumières de René Allio
- 1991 : Le Bal des casse-pieds de Yves Robert
- 1993 : Une femme à abattre
- 1994 : Pullman paradis de Michèle Rosier
- 1996 : Messieurs les enfants de Pierre Boutron
- 1997 : La Jeune Fille
- 1998 : C'est pas ma faute ! de Jacques Monnet
- 1999 : Ligne 208
- 2000 : Le Secret de Virginie Wagon
- 2002 : Rue des plaisirs de Patrice Leconte
- 2005 : Un vrai bonheur, le film de Didier Caron
- 2006 : Les Irréductibles de Renaud Bertrand
- 2012 : Par amour de Laurent Firode
- 2014 : Gazelle de Jean-François Pignon
- 2014 : Tiens-toi droite de Katia Lewkowicz
- 2016 : Ma famille t'adore déjà ! de Jérôme Commandeur
- 2024 : Le Deuxième Acte de Quentin Dupieux :  	L'agent de Florence et David

#### Courts métrages
- 2002 : Comme on était avant
- 2004 : Le diable était en chaleur
- 2006 : L'Homme aux bonsais
- 2011 : La Dérade
- 2013 : La Vie comme elle vient d'Arnaud Sadowski
- 2018 : Dehors tu vas avoir si froid Moyen métrage d'Arnaud Sadowski
- 2020 : Le Bistrot de mon père de Joachil Lombard
- 2021 : Zoomy Game de Séverine Vincent
- 2021 : Sans issue de Romain Fauvel

### Télévision
- 1992 : Maigret
- 1993 : Cinq dernières minutes
- 1994 : Garde à vue
- 1994 : Tribunal, épisode "Le ladybird" : Karine Ricardo[1]
- 1995 : Enquête publique
- 1995 : Lulu roi de France
- 1996 : Nini
- 1997 : Julie Lescaut, épisode 5 saison 6, Mort d'un petit soldat de Charlotte Brandström : Justine Calderon
- 1997 : Le Vol de la colombe
- 1997 : Bonnes vacances
- 1997 : L'Amour dans le désordre de Élisabeth Rappeneau
- 1999 : Joséphine, ange gardien épisode Une mauvaise passe
- 1999 : Eve Castelas
- 1999 : La Vérité vraie
- 1999 : Julien l'apprenti
- 1999 : Dessine-moi un jouet
- 1999 : Héritage in-vitro
- 2000 : Affaires familiales
- 2000 : Service compris
- 2000 : Un homme en colère
- 2000 : Objectif Bac
- 2001 : Les Monos épisode Jamais prêts
- 2001 : Monsieur le maire
- 2001 : Les Cordier, juge et flic épisode Mort d'un avocat
- 2002 : L'Adieu
- 2003 : Avocats et Associés
- 2003 : La Nourrice
- 2003 : Premiers secours
- 2004 : Moitié-moitié
- 2004 : Cyrano de Ménilmontant
- 2004-2005 : Faites comme chez vous !
- 2005 : Le Frangin d'Amérique
- 2006 : Comment lui dire
- 2007 : Joséphine, ange gardien épisode Ticket gagnant
- 2008 : Duo
- 2008 : Sœur Thérèse.com épisode Gros lot
- 2009 : Tempêtes
- 2011 : Julie Lescaut, épisode 1 saison 20, Immunité diplomatique de Didier Delaitre : Maryse Foissac
- 2011-2012 : Plus belle la vie rôle. Claire Souchal
- 2012 : Joséphine, ange gardien épisode Un monde de douceur
- 2012 : La Victoire au bout du bâton de Jean-Michel Verner
- 2018 : Access
- 2018 : Dix pour cent (saison 3, épisode 1) : Babette

## Théâtre
- 1986-1987 : La Religieuse
- 1987-1988 : Goeth Wilhelm Meister
- 1987 : Les Sorciers de Salem
- 1987 : Un rêve excellent
- 1987 : La Méprise
- 1988-1989 : Ainsi va le monde
- 1988 : Africa pôle express
- 1988 : Le Camp
- 1989 : Medee
- 1990 : Le Songe d'une nuit d'été
- 1991 : Andromaque
- 1992 : Le Misanthrope ou l'Atrabilaire amoureux
- 1993-1994 : La Résistible Ascension d'Arturo Ui
- 1993 : Noce à Tipasa - Le vent à Djemila
- 1995 : Chantecler
- 1996 : L'État de siège
- 1997 : À la nuit, la nuit
- 1998-2000 : Le Cid
- 2000 : Medea
- 2002-2003 : Un vrai bonheur
- 2006 : À fond la caisse
- 2006 : L'Illusion comique
- 2007-2008 : Je t'avais dit, tu m'avais dit
- 2007 : Un vrai bonheur 2
- 2009 : J'ai 20 ans, je t'emmerde
- 2010 : Coach
- 2010 : Mike Brant
- 2011 : Bouleversée
- 2013 : Accalmies passagères de Xavier Daugreilh, mise en scène Thierry Harcourt, Le Splendid, avec trois autres acteurs de Plus belle la vie
- 2013 : Les Palmes de Monsieur Schutz de Jean-Noël Fenwick, mise en scène Gérard Caillaud, Théâtre Michel
- 2014 : Le Legs de Marivaux, mise en scène Marion Bierry, Théâtre de Poche Montparnasse
- 2015 : Représailles d'Éric Assous, mise en scène d'Anne Bourgeois, Théâtre de la Michodière
- 2016-2021 : Edmond de Alexis Michalik, Théâtre du Palais Royal
- 2019-2020 : Moi aussi je suis Barbara de Pierre Notte, mise en scène de Jean-Charles Mouveaux
- 2020-2023 : Juste la fin du monde de Jean-Luc Lagarce, mise en scène de Jean-Charles Mouveaux